# مادیارتلک
مادیارتِلِک (به مجاری:  Magyartelek) یک شهرداری در مجارستان است که در ناحیه شیه واقع شده‌است. مادیارتلک ۶٫۸۴ کیلومتر مربع مساحت و ۲۳۰ نفر جمعیت دارد.